# Delias agostina
Delias agostina är en fjärilsart som beskrevs av William Chapman Hewitson 1852. Delias agostina ingår i släktet Delias och familjen vitfjärilar. Inga underarter finns listade i Catalogue of Life.

## Bildgalleri

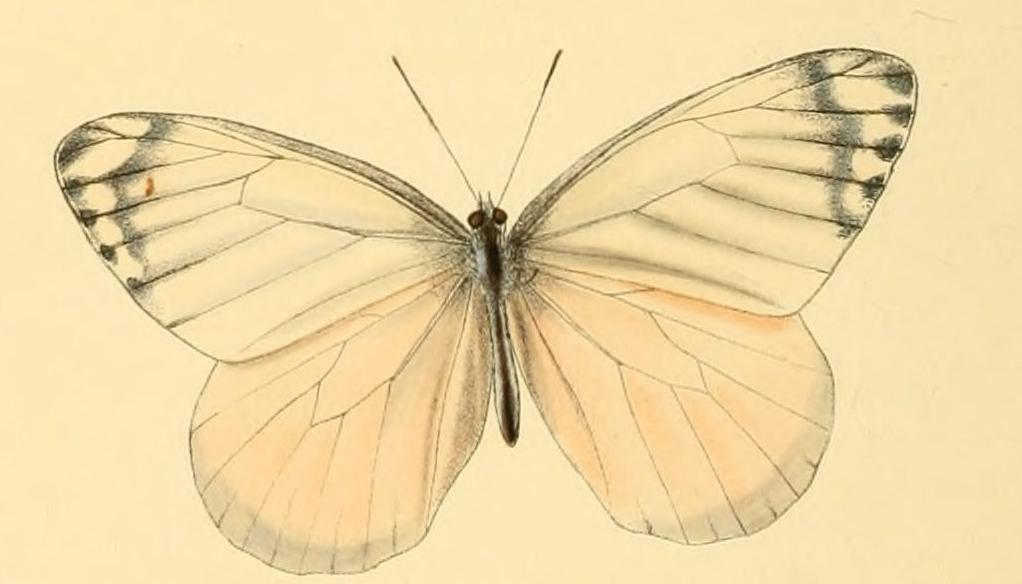
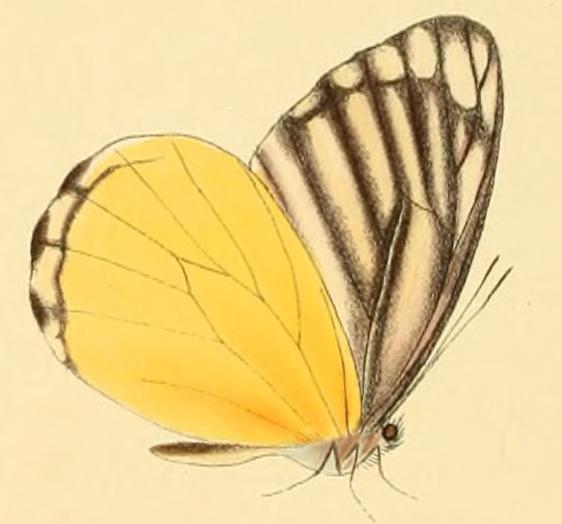
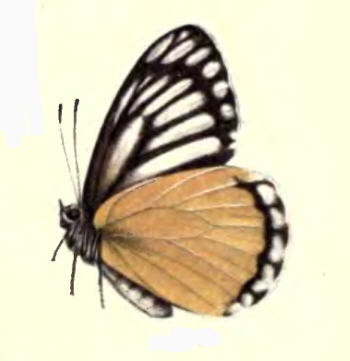
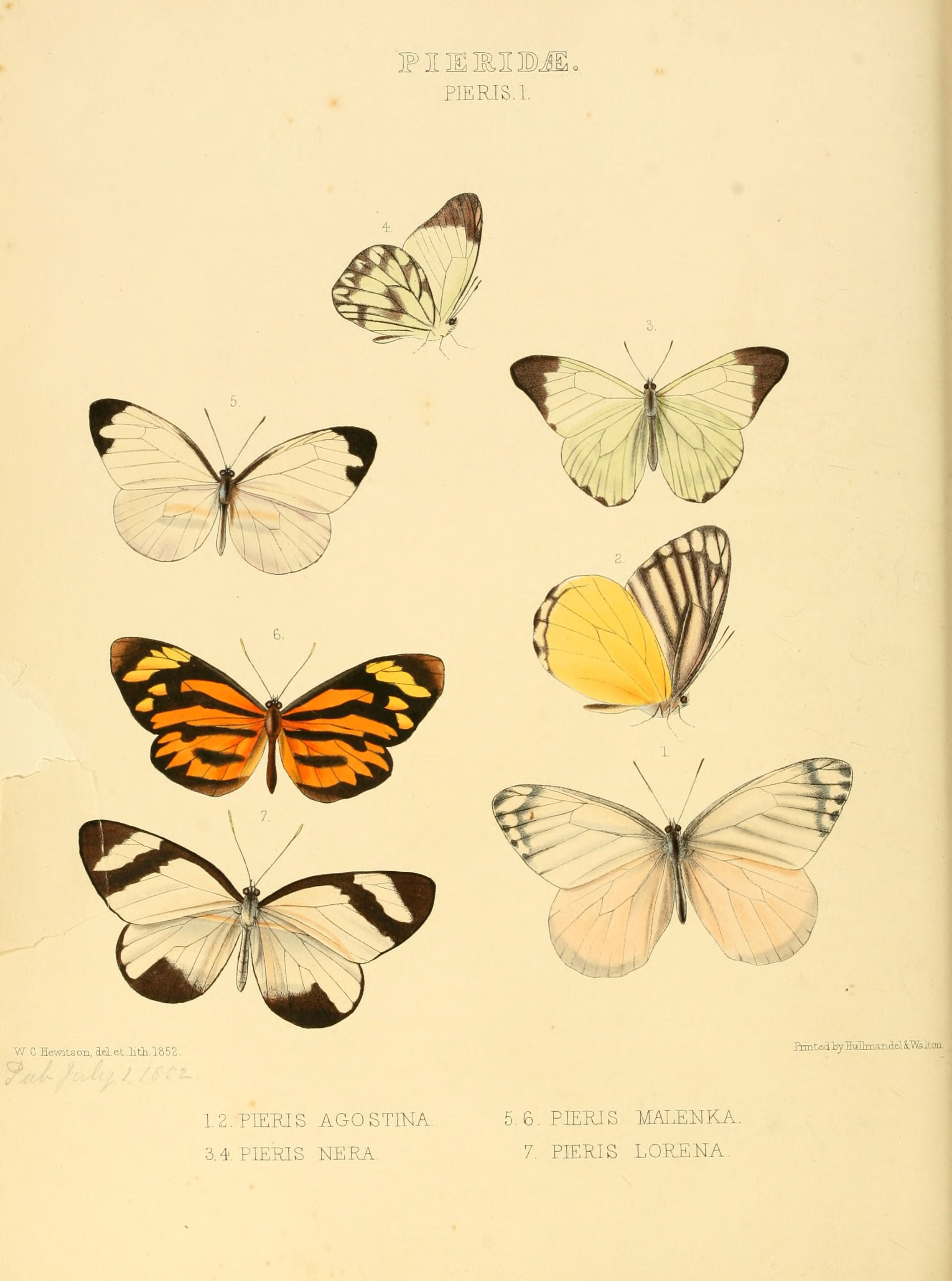
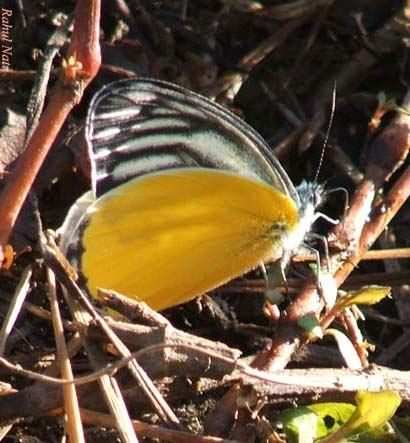
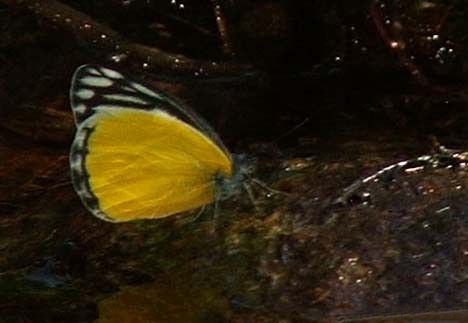